# 3-cloro-1,2-propandiolo
Il 3-cloro-1,2-propandiolo è un composto organico clorurato che è cancerogeno ed è altamente sospettato di essere genotossico negli esseri umani, ha effetti anti-fertilità maschile, ed è un sottoprodotto chimico che può formarsi negli alimenti. È il più comune dei contaminanti chimici noti come cloropropanoli. Meglio conosciuto come 3-MCPD si forma quando gli oli vegetali sono sottoposti a raffinazione ad alte temperature (200 °C) proprio come succede per altri due contaminanti di processo, il 2-MCPD ed i glicidil esteri degli acidi grassi. Nel 2013, un rapporto dell'Autorità europea per la sicurezza alimentare ha indicato: margarina, oli vegetali (escluso l'olio di noci), salumi, pane e prodotti da forno fini come le principali fonti in Europa di 3-cloro-1,2-propandiolo.